# Sebastian Santiago Kildebo
Sebastian Santiago Kildebo (* 15. September 2005 in Kolumbien) ist ein norwegisch-kolumbianischer Skilangläufer.

## Biographie
Kildebo wurde als einjähriges Kind von einem norwegischen Ehepaar adoptiert und wuchs in Konnerud, südlich von Drammen auf.
Kildebo gab sein internationales Renndebüt am 28. Januar 2022 bei einem Juniorenrennen in Åsen. Bei dieser Art von Rennen startete er auch in den darauffolgenden Jahren, jedoch ohne größere Erfolge zu erzielen.
Mit Beginn der Saison 2024/25 wechselte Kildebo zum kolumbianischen Skiverband. Für diese nahm er 2025 an den Nordischen Skiweltmeisterschaften in Trondheim teil. Dort belegte er im Sprint den 57. Platz, im Qualifikationsrennen für die 10 km klassisch wurde er disqualifiziert.

## Erfolge

### Weltmeisterschaften
- Trondheim 2025: 57. Sprint Freistil, DSQ 10 km klassisch

### Weitere Erfolge
- Eine Platzierung unter den besten 10 bei FIS-Rennen